# D'Arcy Coulson
John D'Arcy Coulson, kanadski profesionalni hokejist, * 17. februar 1908, Sudbury, Ontario, Kanada, † 13. april 1996.
Coulson je kot profesionalec igral le eno sezono, in sicer na položaju branilca za NHL moštvo Philadelphia Quakers. 

## Kariera
Coulson je odraščal v Ottawi in je začel svojo hokejsko kariero v lokalnem članskem amaterskem klubu Ottawa Shamrocks, ki je igral v ligi Ottawa City Hockey League. Kot mladinec je predhodno igral za moštvi Loyola College in Toronto St. Michael's Majors v ligi Ontario Hockey Association. 
Leta 1930 je po eni sezoni igranja za moštvo Chicago Shamrocks v ligi United States Amateur Hockey Association okrepil moštvo Philadelphia Quakers v njihovi premierni sezoni v ligi NHL. V svoji edini sezoni v ligi NHL (klub je po sezoni razpadel, Coulson pa zatem tri sezone ni igral hokeja na ledu za noben klub) se Coulson ni vpisal med strelce, a je zato osvojil neslavno tretje mesto v ligi po prejetih kazenskih minutah. 
Leta 1934 se je vrnil in zaigral še za moštvo Ottawa RCAF Flyers, v katerem je ostal le dve sezoni. Leta 1936 se je upokojil. Potem ko je zapustil hokej na ledu, se je Coulson, čigar oče je bil lastnik več hotelov v Sudburyju in Hawkesburyju in golf kluba v Aylmerju, Quebec, pridružil družinskim poslom. Hotel v Sudburyju se še danes imenuje Coulson Hotel, četudi ga nima več v lasti družina Coulson. 

### Pregled kariere
Odebeljeno - reprezentančni nastopi, glej tudi Statistika pri hokeju na ledu.
| Moštvo                       | Liga    | Sezona |    | Redni del | Redni del | Redni del | Redni del | Redni del | Redni del |   | Končnica | Končnica | Končnica | Končnica | Končnica | Končnica |
| ---------------------------- | ------- | ------ | -- | --------- | --------- | --------- | --------- | --------- | --------- | - | -------- | -------- | -------- | -------- | -------- | -------- |
| Moštvo                       | Liga    | Sezona | OT | G         | P         | T         | +/-       | KM        | OT        | G | P        | T        | +/-      | KM       |          |          |
| Loyola College               | OHA-Ml. | 25/26  |    |           |           |           |           |           |           |   |          |          |          |          |          |          |
| Toronto St. Michael's Majors | OHA-Ml. | 26/27  |    | 6         | 5         | 2         | 7         |           |           |   | 6        | 0        | 3        | 3        |          |          |
| Ottawa Shamrocks             | OCHL    | 27/28  |    | 15        | 5         | 2         | 7         |           |           |   | 1        | 0        | 0        | 0        |          | 0        |
| Ottawa Shamrocks             | OCHL    | 28/29  |    | 5         | 2         | 0         | 2         |           |           |   | 5        | 1        | 3        | 4        |          | 8        |
| Ottawa Shamrocks             | OCHL    | 29/30  |    | 20        | 5         | 1         | 6         |           | 89        |   | 6        | 2        | 1        | 3        |          | 26       |
| Chicago Shamrocks            | USAHA   | 29/30  |    | 7         | 0         | 6         | 6         |           | 23        |   |          |          |          |          |          |          |
| Philadelphia Quakers         | NHL     | 30/31  |    | 28        | 0         | 0         | 0         |           | 103       |   |          |          |          |          |          |          |
|                              |         |        |    |           |           |           |           |           |           |   |          |          |          |          |          |          |
| Ottawa RCAF Flyers           | OCHL    | 34/35  |    | 3         | 0         | 0         | 0         |           | 0         |   | 5        | 0        | 0        | 0        |          | 18       |
| Ottawa RCAF Flyers           | OCHL    | 35/36  |    | 6         | 0         | 0         | 0         |           | 5         |   | 7        | 0        | 1        | 1        |          | 22       |
| Skupaj                       |         |        |    | 90        | 17        | 11        | 28        |           | 220       |   | 30       | 3        | 8        | 11       |          | 74       |